# Un sacco bello
Un sacco bello è un film del 1980 diretto e interpretato da Carlo Verdone.
Costituisce il fortunato esordio come regista, sceneggiatore e attore protagonista di Verdone, che interpreta i tre protagonisti insieme ad altri tre personaggi secondari. Per la sua interpretazione Verdone vinse un David Speciale ai David di Donatello 1980, un Globo d'oro al miglior attore rivelazione e un Nastro d'argento al migliore attore esordiente ai Nastri d'argento 1980.

## Trama
La storia è ambientata in una Roma ferragostana assolata e deserta. Le storie dei tre protagonisti si alternano durante il film.

### Enzo
Enzo è un irriducibile ragazzone quasi trentenne, che nasconde la sua solitudine dietro una falsa sicurezza e aneddoti improbabili. Recando con sé penne a sfera e calze di nylon, convince il suo demotivato conoscente Sergio a partire insieme per una vacanza avventurosa in Polonia a bordo della sua Fiat Dino Spider modificata. Appena fuori città, questi avverte un fortissimo malore ed Enzo si trova costretto a far tappa in un ospedale, dove intrattiene infermieri e portantini con i suoi racconti mirabolanti. Il ricovero d'urgenza di Sergio per calcolosi biliare fa sfumare il viaggio. Enzo non si dà per vinto e si mette alla disperata ricerca di qualcuno con cui rimpiazzarlo.

### Leo

Leo

Leo Nuvolone è un ingenuo e goffo ragazzo di Trastevere, ossessionato dalla dispotica madre che lo attende a Ladispoli per trascorrere il Ferragosto. Rincasando da far la spesa, si imbatte in Marisol, una giovane turista spagnola in difficoltà che lo convince a ospitarla a casa, ad accompagnarla in giro per Roma e poi a organizzare una romantica cena in terrazza. Sebbene sorga del tenero, sul più bello piomba in casa il fidanzato di lei.

### Ruggero

Ruggero

Ruggero Brega, un hippy svampito convinto di aver avuto un'esperienza mistica, vive in ritiro in una comunità di Città della Pieve (PG), dove si professa l'amore libero e il "distacco dal mondo materialistico". Trovandosi a Roma con la sua ragazza Fiorenza per fare della questua a un incrocio, incontra casualmente suo padre, il quale invita i due in casa per una chiacchierata nel tentativo di convincere suo figlio a rientrare nei ranghi. Lì la coppia s'intrattiene con una bislacca terna di personaggi (un ambiguo sacerdote, un professore arrogante e moralista e il pignolo e logorroico cugino Anselmo) in quello che si trasforma via via in un surreale e patetico dialogo tra sordi.

### Conclusione
Nel pieno della notte echeggia un forte boato.  Ruggero si congeda da suo padre roso da mille dubbi, facendogli eco il commento aspro di Fiorenza. Il mattino dopo Enzo sembra riuscito a trovare come compagno di viaggio uno sparuto ”amico di un amico”, ma appena partiti, l'immagine si sofferma impietosamente su una macchia d'olio lasciata dalla vettura. Leo si risveglia da solo, riprendendo la sua vita frustrante di tutti i giorni.

## Produzione

### Regia e sceneggiatura
(Antonello Panero)
Reduce dal grande successo del varietà televisivo Non stop, resosi famoso per il vasto repertorio di personaggi variegati e caricaturali, Verdone riceve numerose proposte da produttori e registi. L'attore tuttavia rifiuta la scrittura dal regista Pasquale Festa Campanile per Il corpo della ragassa e da Adriano Celentano per Asso, attendendo ciò che egli ritiene l'occasione propizia, speranza che presto si avvera venendo raggiunto finalmente da Sergio Leone, del quale egli è un grande ammiratore. Il celebre regista del Western all'Italiana sarà suo mentore e produttore del suo primo film, avente per soggetto il repertorio comico televisivo, come anche nel successivo Bianco, rosso e Verdone. Leone acquistò i diritti, per poi rivenderli alla Medusa Distribuzione.
Avvalsosi della collaborazione di sceneggiatori come Piero De Bernardi e Leonardo Benvenuti e dopo aver consultato altri registi come Lina Wertmüller e Steno, Leone conferirà all'attore il posto di regia in quanto "i personaggi sono suoi fino al midollo".
Prima di Veronica Miriel, la parte di Marisol venne proposta a Lory Del Santo e Lina Sastri.

### Riprese

Leo al bioparco con la venditrice di noccioline (Ada Passeri)

Il film viene girato nell'estate del 1979 "in cinque settimane e due giorni" (contro le sette inizialmente previste), con qualche problema da parte del regista e protagonista poiché accusò alla vigilia dell'inizio un forte attacco di emorroidi. Interpretare personaggi propri, i cui dialoghi erano in mente prima ancora di stendere la sceneggiatura, gli diede il giusto impulso e gli consentì di ridurre i tempi, risparmiando una parte considerevole del budget.
Gli esterni sono girati a Roma, rispettivamente presso: 
- Porta Settimiana, a Trastevere, casa di Leo e strada dell'incontro con Marisol.
- Piazza di Santa Maria in Trastevere, ostello della gioventù.
- Bioparco, ex giardino zoologico di Roma.
- L'attuale via Luigi Petroselli, luogo dell'incontro e di congedo tra Ruggero ed il padre, all'epoca tratto di via del Teatro di Marcello.
- Porta San Paolo, dove il padre di Ruggero telefona da una cabina pubblica.
- Via Giovanni Conti, nel quartiere di Vigne Nuove, zona Bufalotta a nord di Roma, luogo dell'appuntamento tra Sergio ed Enzo presso il celebrato "Palo della Morte", attualmente rimosso[4][5].
- Via Cassia Veientana (Cassia bis), sede del breve tragitto di Enzo e Sergio.
- Ospedale San Gallicano in Trastevere[4], luogo di ricovero di Sergio.
- Piazzale dei Partigiani, davanti alla stazione Ostiense, sede dell'appuntamento finale di Enzo con l'amico di Martucci.
- Via Giuseppe Garibaldi, nei pressi di Porta Settimiana a Trastevere, scena del commiato di Leo ed inquadratura dei titoli di coda.

### Colonna sonora
La colonna sonora venne composta da Ennio Morricone  mentre il celebre fischio era di Alessandro Alessandroni.

## Distribuzione
Il film è uscito nelle sale italiane il 19 gennaio 1980.

## Accoglienza

### Incassi
Il film si è classificato al 20º posto tra i primi 100 film di maggior incasso della stagione cinematografica italiana 1979-1980.

## Eredità culturale
Diversi luoghi della pellicola sono diventati oggetto di interesse turistico, e sono contrassegnati da insegne o targhe commemorative.
- Sul pavé di Porta Settimiana è piantata una targa commemorativa.[9]
- Il "Palo della Morte" è meta di pellegrinaggio di appassionati e tradizionale luogo di appuntamento il giorno di Ferragosto. In occasione dei quaranta anni del film, è stata posta una targa alla presenza di Verdone e di Renato Scarpa.[10]
- Per il quarantesimo anniversario, Carlo Verdone ha viaggiato con un mezzo extraurbano degli anni ottanta fino a Ladispoli, per scoprire una targa commemorativa in piazza Rossellini.[11][12]